# Gieorgij Dworżycki
Gieorgij Konstantinowicz Dworżycki, ros. Георгий Константинович Дворжицкий (ur. 9 kwietnia?/21 kwietnia 1887 w Baku, zm. 31 stycznia 1962 w Saint-Briac-sur-Mer) – rosyjski wojskowy (pułkownik), emigracyjny działacz polityczny, kulturalny i kombatancki, szef kancelarii przedstawicielstwa Rosyjskiego Korpusu Ochronnego w Serbii podczas II wojny światowej.
W 1906 ukończył Korpus Paziów, zaś w 1912 Nikołajewską Akademię Sztabu Generalnego. 
Brał udział w I wojnie światowej. Dowodził szwadronem lejbgwardii Ułańskiego Pułku Jego Wysokości. W 1918 r. przystąpił do wojsk Białych. Objął dowodzenie szwadronu Mieszanego Gwardyjskiego Pułku Kawalerii. Doszedł do stopnia pułkownika. 
W połowie listopada 1920 r. wraz z wojskami Białych ewakuował się z Krymu do Gallipoli. Na emigracji zamieszkał w Belgradzie. Został nauczycielem muzyki. Działał w organizacjach monarchistycznych. 
Po zajęciu Jugosławii przez wojska niemieckie w kwietniu 1941 r., wstąpił do nowo formowanego Rosyjskiego Korpusu Ochronnego. Stanął na czele kancelarii przedstawicielstwa Korpusu w okupowanej Serbii. Po zakończeniu wojny wyjechał w 1948 r. do Francji. Ponownie uczył muzyki w Paryżu. Objął przewodniczenie miejscowego oddziału Korpusu Armii i Floty Imperatorskiej. Działał też w Stowarzyszeniu Lejbgwardii Pułku Ułańskiego, Narodowej Organizacji Skautów Rosyjskich, Narodowej Organizacji Witazi, a także organizacjach kulturalno-literackich. Prowadził wykłady i odczyty. W latach 1952–1962 szefował pochodnej kancelarii wielkiego księcia Władimira Kiriłłowicza.